# Premio Bancarella
Der Premio Bancarella ist ein seit 1953 vergebener italienischer Literaturpreis, der jedes Jahr Ende Juli in Pontremoli übergeben wird. Aus einer Vorauswahl von sechs Finalisten wird am Finalabend der Gewinner ermittelt. Vorsitzender des Preiskomitees ist seit 1978 Professor Giuseppe Benelli.

## Preisträger
Die Siegertitel werden – sofern erschienen – unter dem deutschen Namen aufgeführt.
- 1953 – Ernest Hemingway: Der alte Mann und das Meer
- 1954 – Giovanni Guareschi: Don Camillo und seine Herde
- 1955 – Hervé Le Boterf: Lo Spietato
- 1956 – Han Suyin: Alle Herrlichkeit auf Erden
- 1957 – Werner Keller: Und die Bibel hat doch recht
- 1958 – Boris Leonidowitsch Pasternak: Doktor Schiwago
- 1959 – Heinrich Gerlach: Die verratene Armee
- 1960 – Bonaventura Tecchi: Gli egoisti
- 1961 – André Schwarz-Bart: L’ultimo dei giusti
- 1962 – Cornelius Ryan: Der längste Tag
- 1963 – Paolo Caccia Dominioni: El Alamein
- 1964 – Giulio Bedeschi: Centomila gavette di ghiaccio
- 1965 – Luigi Preti: Giovinezza, giovinezza
- 1966 – Vincenzo Pappalettera: Tu passerai per il camino
- 1967 – Indro Montanelli, Roberto Gervaso: L'Italia dei Comuni
- 1968 – Isaac Bashevis Singer: Die Familie Moschkat
- 1969 – Peter Kolosimo: Non è terrestre
- 1970 – Oriana Fallaci: Niente e così sia
- 1971 – Enzo Biagi: Testimone del tempo
- 1972 – Alberto Bevilacqua: Il viaggio misterioso
- 1973 – Roberto Gervaso: Cagliostro
- 1974 – Giuseppe Berto: Oh, Serafina!
- 1975 – Susanna Agnelli: Wir trugen immer Matrosenkleider
- 1976 – Carlo Cassola: L’antagonista
- 1977 – Giorgio Saviane: Eutanasia di un amore
- 1978 – Alex Haley: Wurzeln (Roots)
- 1979 – Massimo Grillandi: La contessa di Castiglione
- 1980 – Maurice Denuzière: Luisiana
- 1981 – Sergio Zavoli: Socialista di Dio
- 1982 – Gary Jennings – Der Azteke
- 1983 – Renato Barneschi: Vita e morte di Mafalda di Savoia a Buchenwald
- 1984 – Luciano De Crescenzo: Geschichte der griechischen Philosophie – Die Vorsokratiker
- 1985 – Giulio Andreotti: Visti da vicino
- 1986 – Pasquale Festa Campanile: La strega innamorata
- 1987 – Enzo Biagi: Il boss è solo
- 1988 – Cesare Marchi: Grandi peccatori Grandi cattedrali
- 1989 – Umberto Eco: Das Foucaultsche Pendel
- 1990 – Vittorio Sgarbi: Davanti all’immagine
- 1991 – Antonio Spinosa: Vittorio Emanuele II. L’astuzia di un re
- 1992 – Alberto Bevilacqua: I sensi incantati
- 1993 – Carmen Covito: La bruttina stagionata
- 1994 – John Grisham: Der Klient
- 1995 – Jostein Gaarder: Sofies Welt
- 1996 – Stefano Zecchi: Sensualità
- 1997 – Giampaolo Pansa: I nostri giorni proibiti
- 1998 – Paco Ignacio Taibo II: Che. Die Biografie des Ernesto Guevara
- 1999 – Ken Follett: Die Kinder von Eden
- 2000 – Michael Connelly: Schwarze Engel
- 2001 – Andrea Camilleri: Das Spiel des Patriarchen
- 2002 – Federico Audisio: L’uomo che curava con i fiori
- 2003 – Alessandra Appiano: Amiche di salvataggio
- 2004 – Bruno Vespa: Il cavaliere e il professore
- 2005 – Gianrico Carofiglio: Die Vergangenheit ist ein gefährliches Land
- 2006 – Andrea Vitali: Tante Rosina und das verräterische Mieder
- 2007 – Frank Schätzing: Tod und Teufel
- 2008 – Valerio Massimo Manfredi: L’armata perduta
- 2009 – Donato Carrisi: Il Suggeritore
- 2010 – Elizabeth Strout: Mit Blick aufs Meer
- 2011 – Mauro Corona: La Fine del Mondo Storto
- 2012 – Marcello Simoni: Il mercante di libri maledetti
- 2013 – Anna Premoli: Ti prego lasciati odiare
- 2014 – Michela Marzano: L'amore è tutto: è tutto ciò che so dell'amore
- 2015 – Sara Rattaro: Niente è come te
- 2016 – Margherita Oggero: La Ragazza di fronte
- 2017 – Matteo Strukul: I Medici. Una dinastia al potere
- 2018 – Dolores Redondo: Alles was ich dir geben will
- 2019 – Alessia Gazzola: Il ladro gentiluomo
- 2020 – Angela Marsons: Le verità sepolte
- 2021 – Ema Stokholma: Per il mio bene

## Weitere Preise
Außer dem Premio Bancarella werden in Pontremoli auch der Premio Bancarellino im Juni und der Premio Bancarella Sport im September vergeben.